# Katrin Mattscherodt
Katrin Mattscherodt (26 oktober 1981) is een Duits langebaanschaatsster. Ze is een allroundschaatser met een voorkeur voor de lange afstanden.

## Sportcarrière
Op nationaal niveau draait Mattscherodt mee in de subtop. Ze is sinds 2002 meestal in de top vijf van de diverse klassementen te vinden (allround- en afstandskampioenschappen). Met eerst sterke toppers als Anni Friesinger, Claudia Pechstein, Daniela Anschütz en later Stephanie Beckert en Lucille Opitz als concurrenten lukt het Mattscherodt niet altijd om zich te plaatsen voor internationale toernooien.
Ze debuteerde in 2006 op het EK Allround en eindigde op de zeventiende plaats in het klassement. Bij haar tweede deelname aan het EK Allround (2007) werd ze veertiende in het klassement. Bij de WK Afstanden in 2007 behaalde Mattscherodt een 17e en een 14e plaats op respectievelijk de 3000 en de 5000 meter, in 2008 verbeterde ze zich op dit kampioenschap door op dezelfde afstanden als 11e en 10e te eindigen. In 2008 nam ze voor de derde keer deel aan het EK Allround, plaatste zich voor het eerst voor de afsluitende vierde afstand en werd negende in het klassement. Deze plaats bezorgde haar een startbewijs voor het WK Allround. Ze was de zevende Europese vrouw in de eindrangschikking, wat haar op de tiende plaats in het klassement deed eindigen. In 2010, bij haar vierde deelname aan het EK Allround, eindigde ze op de 20e plaats.

## Persoonlijke records
| Afstand    | Tijd    | Datum            | Baan           |
| ---------- | ------- | ---------------- | -------------- |
| 500 meter  | 40,95   | 28 november 2009 | Calgary        |
| 1000 meter | 1.18,53 | 28 november 2009 | Calgary        |
| 1500 meter | 1.58,33 | 5 december 2009  | Calgary        |
| 3000 meter | 4.03,89 | 11 december 2009 | Salt Lake City |
| 5000 meter | 7.05,01 | 21 november 2009 | Hamar          |

## Resultaten
| Jaar | NK Afstanden                        | NK Allround | EK Allround | WK Allround | WK Afstanden        | Olympische Spelen                     |
| ---- | ----------------------------------- | ----------- | ----------- | ----------- | ------------------- | ------------------------------------- |
| 2002 | NS2 500m 9e 1500m 7e 3000m 4e 5000m | 7e          |             |             |                     |                                       |
| 2003 | 7e 1500m 6e 3000m 4e 5000m          | NS 4        |             |             |                     |                                       |
| 2004 | 5e 3000m                            | 5e          |             |             |                     |                                       |
| 2005 | 6e 1500m · 3000m · 5000m            | 6e          |             |             |                     |                                       |
| 2006 | 5e 3000m · 5000m                    | 3e (k4k)    | NC17        |             |                     |                                       |
| 2007 | 1500m · 3000m · 5000m               | 5e          | NC14        |             | 17e 3000 14e 5000   |                                       |
| 2008 | 5e 1500m · 3000m · 5000m            |             | 9e          | 10e         | 11e 3000m 10e 5000m |                                       |
| 2009 | 4e 1500m 4e 3000m                   |             |             |             |                     |                                       |
| 2010 |                                     |             | NC20        |             |                     | achtervolging · 13e 3000m · DSQ 5000m |

NC# = geklasseerd als # na drie afstanden
NS# = niet gestart op # afstand, (k4k) = kleine vierkamp
2006: Anschütz-Thoms/Friesinger/Opitz/Pechstein/Völker ·
2010: Anschütz-Thoms/Beckert/Friesinger-Postma/Mattscherodt ·
2014: Van Beek/Leenstra/Ter Mors/Wüst ·
2018: Kikuchi/Sato/M. Takagi/N. Takagi ·
2022: Blondin/Maltais/Weidemann